# Delta Rebels
Die Delta Rebels waren eine honky-tonk-bluesig angehauchte US-amerikanische Hardrockband aus Memphis, Tennessee, die aus einer Qutlaw-Country-Formation hervorgegangen und von 1985 bis 1989 aktiv war.

## Geschichte
Russell Tillman „R. T.“ Scott sang als Kind mit seiner Mutter, die ihm Harmonien beibrachte. Außerdem lernte er die Musik, die sein Vater und seine älteren Brüder hörten – überwiegend aus dem Country-Bereich –, lieben. Mit 15 Jahren kam er mit einer Motorradclique in Kontakt und übernahm ihren Erscheinungsstil. Zu dieser Zeit schloss er sich einer Band als Sänger an und interpretierte Stücke von Grand Funk Railroad und Rare Earth. Ab da trat alles andere in den Hintergrund. Nach Durchlaufen mehrerer lokaler Bands in seiner Heimatstadt Senatobia, Mississippi, entschied er sich, Mitte der 1970er-Jahre nach Memphis, Tennessee, zu ziehen.
Nachdem er Jerry Jeff Walker, Waylon Jennings und Ähnliches vorgespielt bekommen hatte, war ihm die Richtung seiner zukünftigen Musik klar: Er stellte eine progressive Country-Band zusammen und gehörte damit zu den Vorläufern von Urban Cowboy und früh zum Qutlaw-Country. Er erspielte sich mit einer mit Coverversionen gespickten Show eine Fangemeinde, gewann 1985 mit seiner R.-T.-Scott-Band einen Musikwettbewerb in Memphis und durfte so ein Hank-Williams-Jr.-Konzert eröffnen. Die Band bestand zu dieser Zeit aus R. T. Scott (Gesang), Eddy Shaver (Gitarre; Sohn des Waylon-Jennings-Komponisten Billy Joe Shaver), Steve Ingle (Gitarre), David Chochran (Bass) und Greg Morrow (Schlagzeug).
Polydor nahm die Band unter Vertrag. Die Plattenfirma sowie der Produzent Eli Ball hatten leichtes Spiel, den ohnehin schon langhaarigen, ledertragenden Bandleader davon zu überreden, härter als bisher aufzuspielen und den Namen in Delta Rebels zu ändern. Es entstand das Album Down in the Dirt, aufgenommen 1988, veröffentlicht 1989. Die Delta Rebels, die zwischenzeitlich aus R. T. Scott (Gesang), Eddy Shaver (Gitarre), Damon Johnson (Gitarre; später u. a. bei Alice Cooper und Thin Lizzy), „Reverend“ James Flynn (Bass) und Eddie Boyd (Schlagzeug) bestanden, spielten anschließend im Vorprogramm von unter anderem Molly Hatchet, Lynyrd Skynyrd und The Georgia Satellites.
Nach dem Ausflug in die Mainstream-Musikwelt widmete sich Scott wieder unter dem alten Bandnamen (oder seinem Solonamen) dem Outlaw Country und veröffentlichte 2010 das Album Talk of the Town, das sowohl Original-Songs, in denen er seinen Drogenmissbrauch und den daraus resultierenden Gefängnisaufenthalt verarbeitet, als auch Coverversionen beinhaltet. Zwei ehemalige Delta-Rebels-Mitglieder gehörten 2013 der Besetzung an: Steve Ingle und James Flynn.

## Stil
Auf dem Down-in-the-Dirt-Frontcover ist ein muskulöser, tätowierter langhaariger Mann zu sehen, der einer blonden Frau beim Küssen die Lederjacke abstreift. Auf dem Backcover posieren die Bandmitglieder um eine Aermacchi Harley-Davidson herum. Das erste Lied des Albums endet mit Motorrad-Knattern. Ein anderes heißt Used Tires. Diese Verweise auf die Biker-Subkultur passen ins Bild einer Hardrockband.
Die Website worthpoint.com beschreibt den musikalischen Stil als „southern infused sleazy hard rock“, also als Hardrock-Basis mit Southern-Rock- und Sleaze-Rock-Beimischung. Als Referenz-Bands kämen Little Caesar, Circus of Power, Sea Hags, The Hangmen und Royal Court of China in Frage. Für den Rezensenten des Online-Magazins Hard Rock 80 ist es bluesiger Hard Rock. Den Fans der Gruppen Rose Tattoo, Junkyard, The Georgia Satellites und Kings of the Sun müssten die Delta Rebels zusagen, findet er. Die Website melodicrock.info kategorisiert das Album mit „Hard Rock“. Häufig wird – wie bei Discogs – die Kombination Hard Rock/Blues Rock verwendet.
Der Musiker Werner Martin bemängelte: „Die immer gleichen Riffs aus der Hüfte, alles etwas zu langsam gespielt, Lied[-]Titel bestehend aus schwitziger Bayou-Miefigkeit und dem Flair einer Hochzeit unter Verwandten.“

## Diskografie
- 1989: Down in the Dirt (Album, Polydor)

### Als R. T. Scott
- 2010: Talk of the Town (Album, ?)